# Ulica Powstańców w Chorzowie
Ulica Powstańców w Chorzowie − jedna z ulic w chorzowskiej dzielnicy Centrum. Biegnie od Rynku do ul. Janiny Omańkowskiej, krzyżując się z m.in. z ul. Jana Sobieskiego, ul. Zjednoczenia, ul. B. Chrobrego, ul. M. Drzymały, ul. Hajducką i ul. Wita Hankego. Wzdłuż ulicy poprowadzone są tory tramwajowe.

## Opis
Droga przed I wojną światową nosiła nazwę Tempelstraße.
Przy ulicy znajdują się następujące historyczne obiekty i miejsca:
- budynek Zespołu Szkół Technicznych nr 2 (ul. Powstańców 6a), wcześniej zajmowany przez gimnazjum klasyczne im. Odrowążów; wewnątrz obiektu znajdują się:
  - tablica, upamiętniająca kapitana Alfonsa Zgrzebnioka,
  - popiersie Mariana Batko;
- zespół kościoła ewangelickiego (ul. Powstańców 13), pochodzący z lat 1897−1898, wpisany do rejestru zabytków 25 maja 2009 (nr rej.: A/244/09), obejmujący:
  - kościół pararfialny ewangelicko-augsburski im. Marcina Lutra,
  - otoczenie parkowe z przełomu XIX i XX wieku,
  - ogrodzenie z 1902;
- Park Hutników (pomiędzy ul. Powstańców i ul. gen. H. Dąbrowskiego), powstały w latach 1872−1873, wpisany do rejestru zabytków 1 sierpnia 2001 (nr rej.: A/49/01);
- kamienica mieszkalna (ul. Powstańców 18, ul. J. III Sobieskiego 6), wybudowana w 1896 przez mistrzów budowlanych Wieczorka i Pippa (według własnego projektu), w stylu eklektycznym, wpisana do rejestru zabytków 29 lipca 1992 (nr rej.: A/1474/24[6], granice ochrony obejmują cały budynek, nr hipoteczny 1763); we wnętrzu kamienicy zachował się wystrój sali restauracyjnej z dekoracją sztukatorską i polichromią; elewację budynku pokrywa także bogata dekoracja sztukatorska; od momentu powstania obiektu mieści się w nim restauracja "Pod Dzwonem".

Przy ulicy Powstańców swoją siedzibę mają: NZOZ Lecznica Dzieci i Dorosłych − Szpital im. I. Mościckiego (ul. Powstańców 27), Przedszkole nr 9 (ul. Powstańców 51), Zespół Szkół Technicznych nr 2 im. M. Batko (ul. Powstańców 6a), firmy i przedsiębiorstwa handlowo-usługowe, Dom Pomocy Społecznej św. Wincentego (prowadzony przez Zgromadzenie Sióstr Miłosierdzia św. Wincentego. ul. Powstańców 45, Chorzowskie Centrum Wspierania Organizacji Pozarządowych (ul. Powstańców 70/3), Muzeum w Chorzowie (ul. Powstańców 25).